# Хатем Гула
Хатем Гула (арап. حاتم غولة; Париз, 7. јун 1973) је туниски атлетичар, специјалиста за брзо ходање на 20 км. Био је четвороструки учесник олимпијских игара, осмоструки учесник на светским првенствима на отвореном, вишеструки победник, афичких и арапских првенстава, афричких и медитеранских игара.
Највећи успех постигао је на Светском првенству у Осаки 2007. освојивши треће место и бронзану медаљу. Тим успехом постао је први атлетичар који је за Тунис освојио медаљу на светским првенствима. Најбоље пласирани Тунишанин на међународним атлетским такмичењима Мохамед Гамуди освајач сребрне медаље у дисциплини трчања на 5.000 м на Олимпијским играма 1972, у Минхену, то није могао учинити, јер у то време није било светских првенстава у атлетици.

## Значајнији резултати
| Година | Такмичење                  | Место                    | Пласман | Дисциплина | Резултат   |
| Тунис  | Тунис                      | Тунис                    | Тунис   | Тунис      | Тунис      |
| ------ | -------------------------- | ------------------------ | ------- | ---------- | ---------- |
| 1993   | Светско првенство          | Штутгарт, Немачка        | 32      | 20 км      | 1:33:24    |
| 1995   | Светско првенство          | Гетеборг, Шведска        | 30      | 20 км      | 1:32:17    |
| 1996   | Афричко првенство          | Јаунде, Cameroon         | 1       | 20 км      | 1:29:48    |
| 1996   | Олимпијске игре            | Атланта, САД             | 33      | 20 км      | 1:25:52    |
| 1997   | Светско првенство          | Атина, Грчка             | 9       | 20 км      | 1:23:49    |
| 1997   | Медитеранске игре          | Бари, Италија            | 3       | 20 км      | 1:05:36    |
| 1997   | Игре франкофоније          | Антананариво, Мадагаскар | 1.      | 20 км      | 1:26:39    |
| 1998   | Афричко првенство          | Дакар, Сенегал           | 1       | 20 км      | 1:31:28    |
| 1999   | Светски куп у брзом ходању | Mézidon-Canon, Француска | 15      | 20 км      | 1:23:46    |
| 1999   | Панарапске игре            | Ирбид, Јордан            | 1       | 20 км      |            |
| 2000   | Афричко првенство          | Алжир, Алжир             | 1       | 20 км      | 1:25:38    |
| 2000   | Олимпијске игре            | Сиднеј Аустралија        | 36      | 20 км      | 1:28:16    |
| 2001   | Светско првенство          | Едмонтон, Канада         | 10      | 20 км      | 1:23:14    |
| 2001   | Медитеранске игре          | Radès, Тунис             | 1       | 20 км      | 1:26:43    |
| 2001   | Игре Фаннкофоније          | Отава, Канада            | 1       | 20 км      | 1:22:56    |
| 2002   | Светски куп у брзом ходању | Торино, Италија          | 9       | 20 км      | 1:23:49    |
| 2002   | Афричко првенство          | Radès, Тунис             | 1       | 20 км      | 1:26:42    |
| 2003   | Светско првенство          | Париз, Француска         | 14      | 20 км      | 1:21:12    |
| 2003   | Свеафричке игре            | Абуџа, Нигерија          | 1       | 20 км      | 1:30:32    |
| 2004   | Олимпијске игре            | Атина, Грчка             | 11      | 20 км      | 1:22:59    |
| 2004   | Панарапске игре            | Алжир, Алжир             | 1       | 20 км      | 1:28:34,19 |
| 2005   | Светско првенство          | Хелсинки, Финска         | 5       | 20 км      | 1:20:19    |
| 2006   | Светски куп у брзом ходању | Коруња, Шпанија          | 4       | 20 км      | 1:19:36    |
| 2006   | Афричко првенство          | Bambous, Маурицијус      | 2       | 20 км      | 1:25:02    |
| 2007   | Свеафричке игре            | Алжир, Алжир             | 1       | 20 км      | 1:22:33    |
| 2007   | Светско првенство          | Осака, Јапан             |         | 20 км      | 1:22,40    |
| 2008   | Олимпијске игре            | Пекинг, Кина             | 27      | 20 км      | 1:23:44    |
| 2008   | Олимпијске игре            | Пекинг, Кина             | 33      | 50 км      | 4:03:47    |